# Association Internationale des Femmes
Association internationale des femmes (AIF; International Association of Women) var en internationell förening i Schweiz med bas i Genève, aktiv 1868-1872.   Det var en förening för kvinnor som förespråkade pacifism och jämlikhet mellan könen inom rösträtt, utbildning, lön och juridisk rätt. Det är känt som världens första internationella feministiska förening. 
Den grundades av Marie Goegg-Pouchoulin, som också var dess ordförande. Föreningen fick en hel del uppmärksamhet i samtiden och publicerade sitt budskap i internationell press. Den ansågs dock för radikal av de flesta kvinnor i sin samtid, och dess medlemsantal förblev därför litet och dess organisation därmed bristfällig. Efter Pariskommunen 1871 utsattes den för svår kritik då den som internationell förening uppfattades som kommunistisk. Den upplöstes 1872 och Marie Goegg-Pouchoulin grundade därför den nationella föreningen Association pour la défense de la Femme av droit istället. 